# Æbleskiver

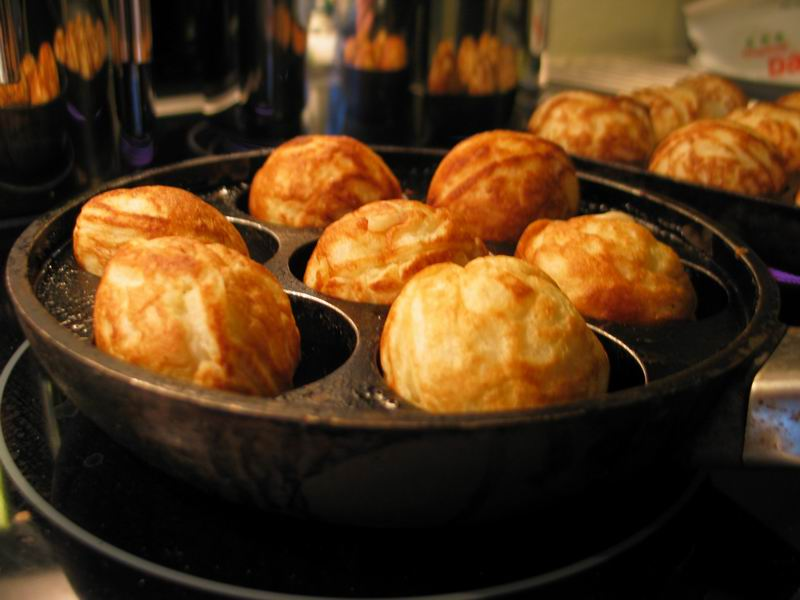
Æbleskiver.

Æbleskiver (significando em dinamarquês "fatias de maçã"; no singular: æbleskive) são bolinhos esféricos tradicionais da Dinamarca, feitos com uma massa de textura semelhante à das panquecas. Constituem uma iguaria popular na Dinamarca desde o século XVI.

## Frigideira de æbleskive
As bolas de æbleskiver são cozinhadas através de fritura numa frigideira especial, com várias concavidades semi-esféricas. Existem versões para fogões a gás e para fogões elétricos (tendo esta última um fundo liso). As frigideiras são normalmente pesadas, permitindo uma boa condução do calor, sendo muitas vezes fabricadas com ferro fundido. Os modelos tradicionais de cobre ainda existem, mas são usados quase exclusivamente para decoração.

## Preparação
A massa para as æbleskiver inclui normalmente farinha de trigo, misturada com leite ou natas, ovos, gordura (normalmente manteiga), açúcar e uma pitada de sal. Algumas receitas também incluem cardamomo e limão, para melhorar o sabor, e algum tipo de fermento.
A farinha é colocada nas concavidades da frigideira previamente untadas. À medida que as bolas de æbleskiv começam a cozer, são viradas ao contrário com um espeto, para que adquiram a sua forma esférica característica. Tradicionalmente, eram feitas com pedaços de maçã ou com molho de maçã no interior, mas estes ingredientes raramente são usados no doce moderno.
As bolas de æbleskiv não são doces em si mesmas, mas são normalmente polvilhadas com açúcar em pó ou acompanhadas com geleias de framboesa, morango ou amora-silvestre.
É possível comprar æbleskiver já frito e congelado em supermercados, sendo apenas necessário aquecer no forno.
No sul da Jutlândia e em Ærø, as bolas de æbleskiver são normalmente recheadas com uma colher de chá de geleia de ameixa, uma tradição que se inclina para a Bola de Berlim alemã.

## Tradições
Na Dinamarca, as bolas de æbleskiver são comuns antes do Natal. Em Dezembro, são muitas vezes servidas com gløgg, um vinho aquecido escandinavo.
Também são vendidas em feiras de caridade, eventos de escoteiros, encontros desportivos, sendo frequentemente servidas em festas de aniversário de crianças, dada à sua popularidade e preparação fácil. As associações de voluntariado conseguem obter bons lucros ao prepará-las a partir da fase congelada, vendendo-as em grupos de três, com os condimentos habituais. Ao contrário do que se pensa nos Estados Unidos, os dinamarqueses não comem æbleskiver ao pequeno-almoço.